# Předměřice nad Jizerou
Předměřice nad Jizerou jsou obec v okrese Mladá Boleslav ve Středočeském kraji. Rozkládá se dvacet kilometrů jihozápadně od Mladé Boleslavi a třicet kilometrů severovýchodně od Prahy. Leží na levém břehu řeky Jizery bezprostředně poblíž dálnice D10. Žije v ní přibližně 1 000 obyvatel.

## Historie
První písemná zmínka o obci nalezneme v historických pramenech v roce 1352.

## Obyvatelstvo
| Rok            | 1869 | 1880 | 1890 | 1900 | 1910 | 1921 | 1930 | 1950 | 1961 | 1970 | 1980 | 1991 | 2001 | 2011 | 2021 |
| -------------- | ---- | ---- | ---- | ---- | ---- | ---- | ---- | ---- | ---- | ---- | ---- | ---- | ---- | ---- | ---- |
| Počet obyvatel | 712  | 786  | 776  | 846  | 952  | 895  | 861  | 666  | 727  | 706  | 646  | 628  | 597  | 685  | 936  |
| Počet domů     | 96   | 114  | 129  | 143  | 170  | 175  | 177  | 207  | 210  | 207  | 191  | 246  | 241  | 254  | 287  |

## Obecní správa

### Územněsprávní začlenění
Dějiny územněsprávního začleňování zahrnují období od roku 1850 do současnosti. V chronologickém přehledu je uvedena územně administrativní příslušnost obce v roce, kdy ke změně došlo:
- 1850 země česká, kraj Jičín, politický okres Nymburk, soudní okres Nové Benátky[6]
- 1855 země česká, kraj Mladá Boleslav, soudní okres Nové Benátky[6]
- 1868 země česká, politický okres Mladá Boleslav, soudní okres Nové Benátky[6]
- 1937 země česká, politický okres Mladá Boleslav expozitura Nové Benátky, soudní okres Nové Benátky[7]
- 1939 země česká, Oberlandrat Jičín, politický okres Mladá Boleslav expozitura Nové Benátky, soudní okres Nové Benátky[8]
- 1942 země česká, Oberlandrat Praha, politický okres Brandýs nad Labem, soudní okres Nové Benátky[9]
- 1945 země česká, správní okres Mladá Boleslav, expozitura a soudní okres Benátky nad Jizerou[10]
- 1949 Pražský kraj, okres Mladá Boleslav[11]
- 1960 Středočeský kraj, okres Mladá Boleslav[12]

### Části obce
- Předměřice nad Jizerou
- Kačov

Od 1. ledna 1980 do 23. listopadu 1990 k obci patřily i Tuřice.

### Obecní symboly
Znak a vlajka byly obci uděleny rozhodnutím předsedy Poslanecké sněmovny Parlamentu České republiky dne 25. listopadu 2003.

## Společnost
Ve vsi Předměřice nad Jizerou s 861 obyvateli v roce 1932 byly evidovány tyto úřady, živnosti a obchody: poštovní úřad, telegrafní úřad, telefonní úřad, četnická stanice, katolický kostel, autobusový dopravce, biograf Sokol, hydrocentrála, galanterie, 3 holiči, 6 hostinců, klempíř, 2 koláři, konsum Včela, 2 kováři, 3 krejčí, mlýn, obchod s obuví Baťa, 2 obuvníci, pekař, 11 rolníků, 2 řezníci, sedlář, 2 obchody se smíšeným zbožím, spořitelní a záložní spolek, trafika, truhlář, 2 zámečníci.

## Doprava
Silniční doprava

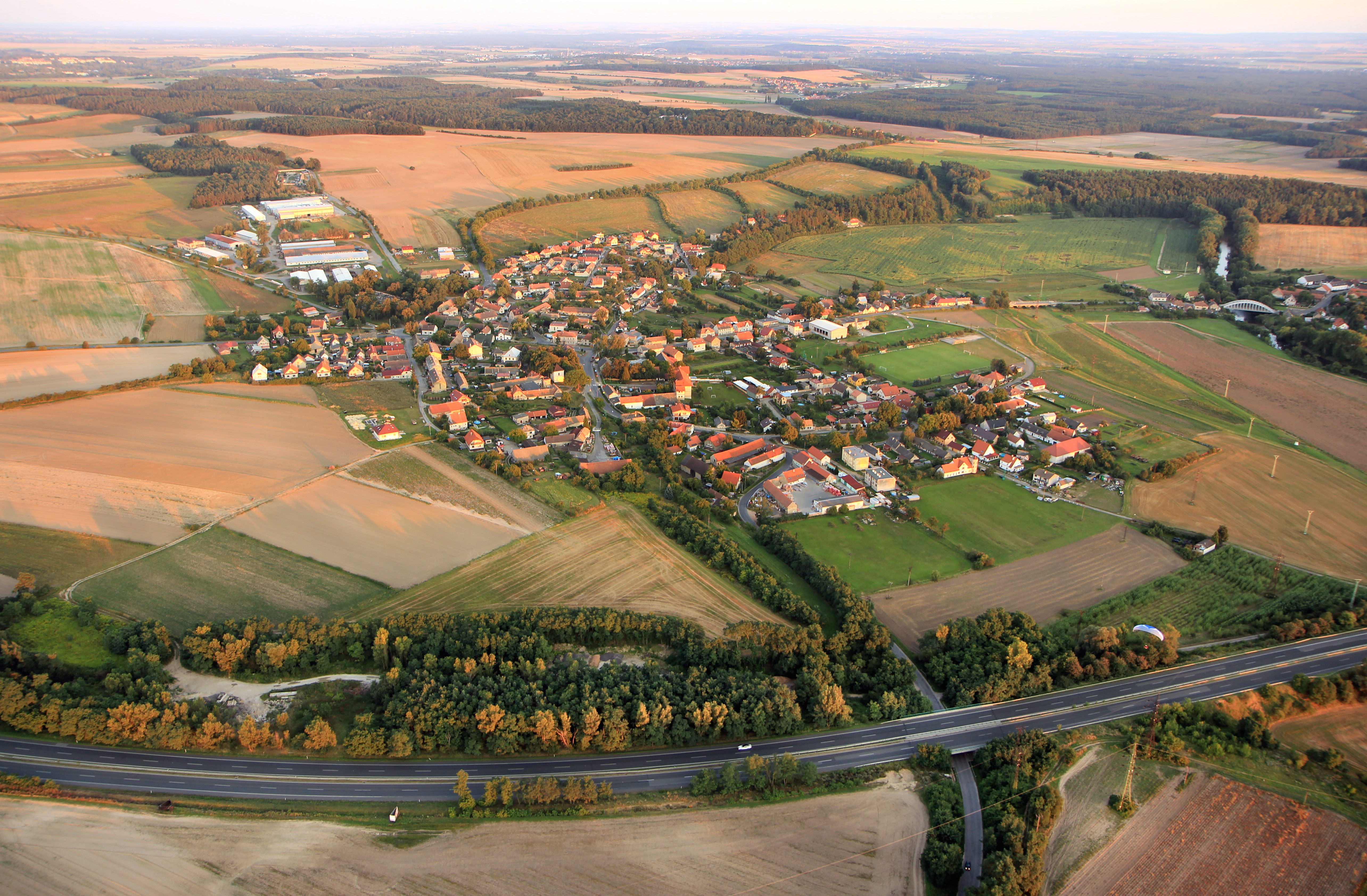
Předměřice nad Jizerou s dálnicí D10

- Okolo obce vede dálnice D10 Praha - Mladá Boleslav - Turnov. Obcí prochází silnice II/610 Praha - Předměřice nad Jizerou - Benátky nad Jizerou - Mladá Boleslav - Turnov.

Železniční doprava
- Železniční trať ani stanice na území obce nejsou. Nejblíže je železniční zastávka Lysá nad Labem-Dvorce (jen pro osobní dopravu) ve vzdálenosti 6 km ležící na trati 072 v úseku mezi Lysou nad Labem a Mělníkem. Nejbližší železniční stanicí (pro veškerou dopravu) je Lysá nad Labem ve vzdálenosti 8 km ležící na spojnici tratí 072 z Lysé nad Labem do Ústí nad Labem a na trati 231 z Prahy do Nymburka a Kolína.

Autobusová doprava
- V obci měly zastávku v květnu 2011 autobusové linky jedoucí do těchto cílů: Bělá pod Bezdězem, Benátky nad Jizerou, Brandýs nad Labem-Stará Boleslav, Lysá nad Labem, Mladá Boleslav, Mnichovo Hradiště, Praha.[16]

## Pamětihodnosti
- Kostel svatého Jakuba Většího
- Sousoší svatého Jana Nepomuckého
- Fara čp. 29
- Inundační most
- Mezi kulturní památky v obci patří pomník padlých v první světové válce známý pod názvem Pohřeb v Karpatech, jehož autorem je Jan Štursa. Pomník lze vidět též v Místku a v Novém Městě na Moravě.

## Další fotografie

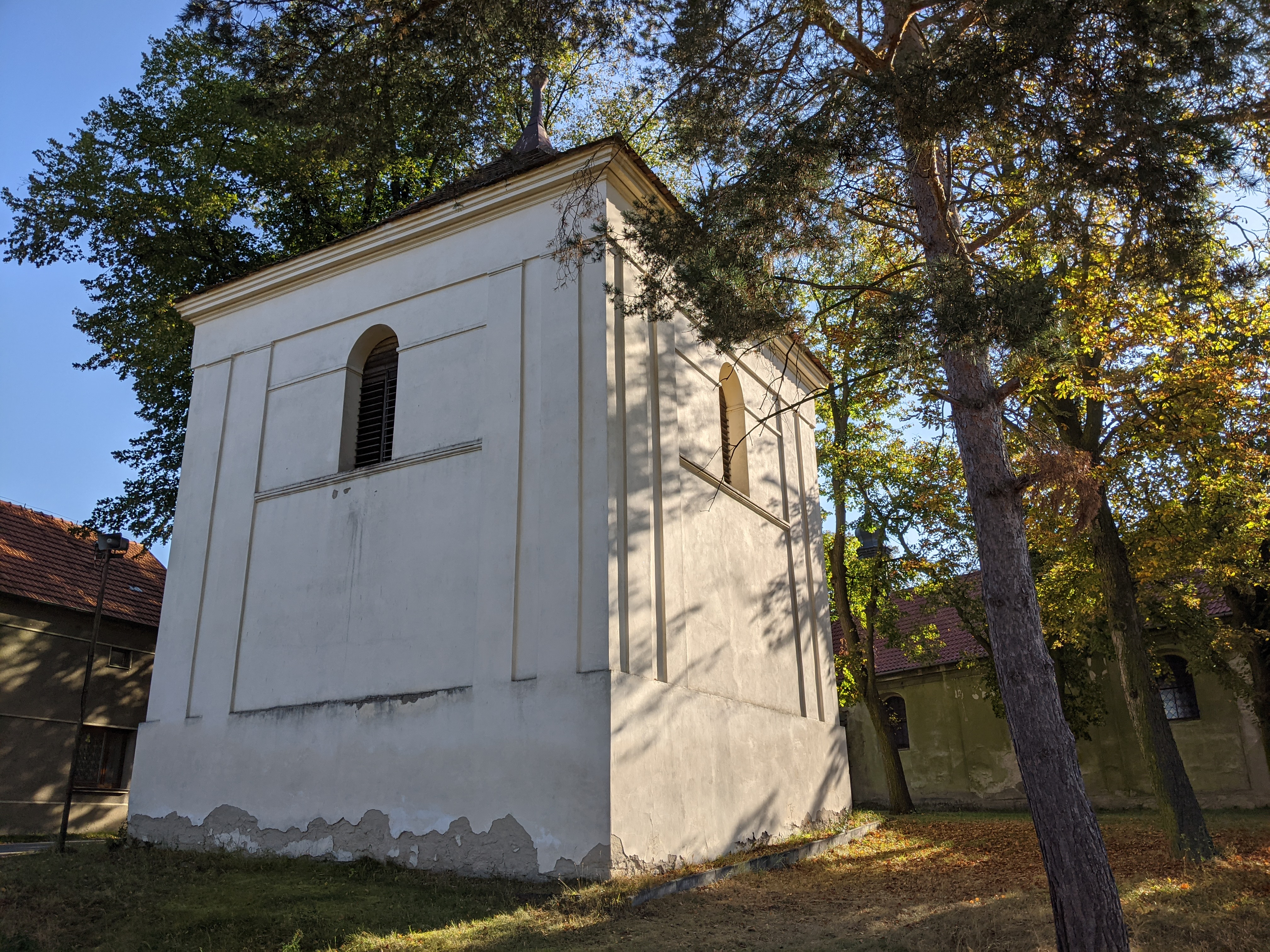
zvonice u kostela
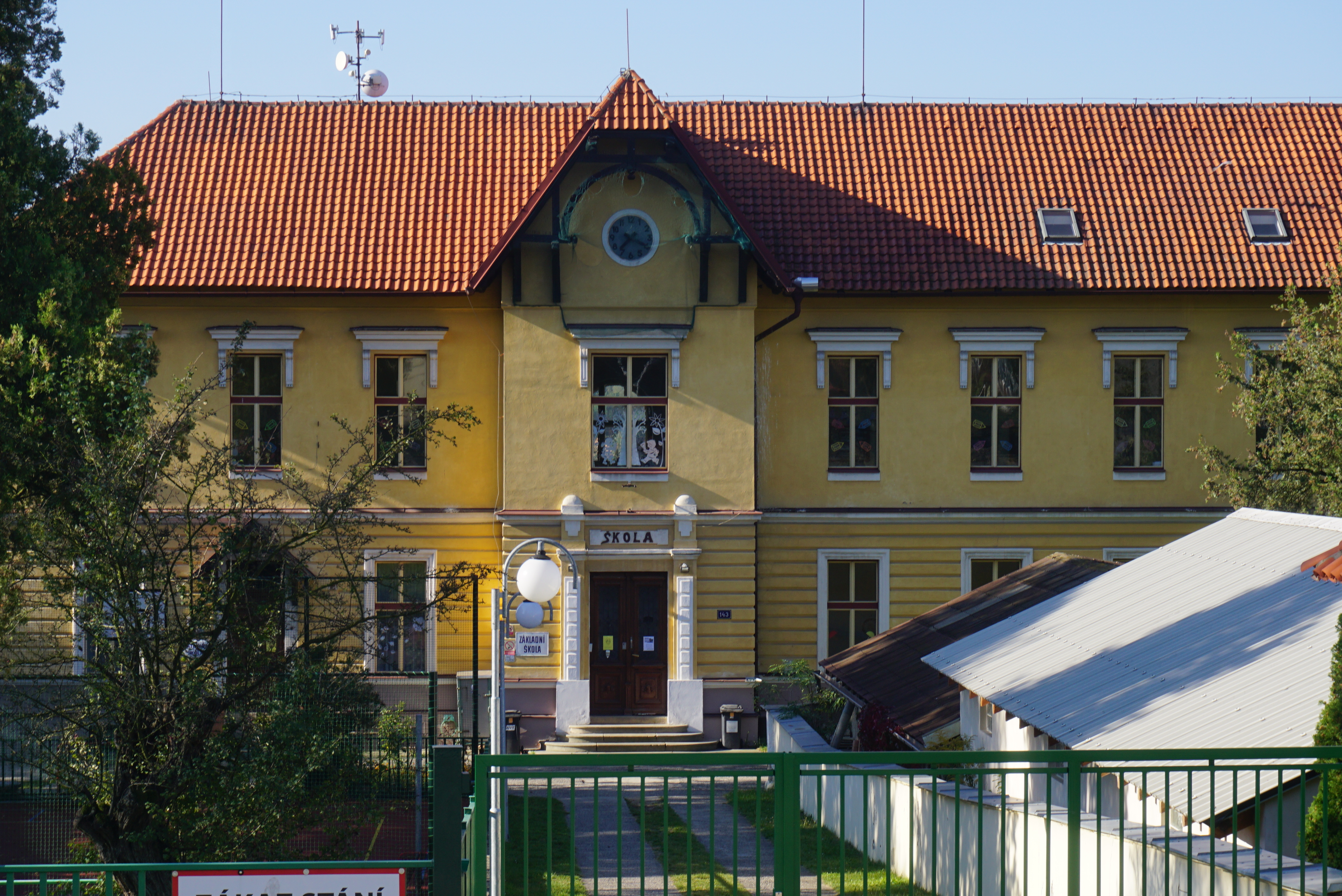
základní a mateřská škola
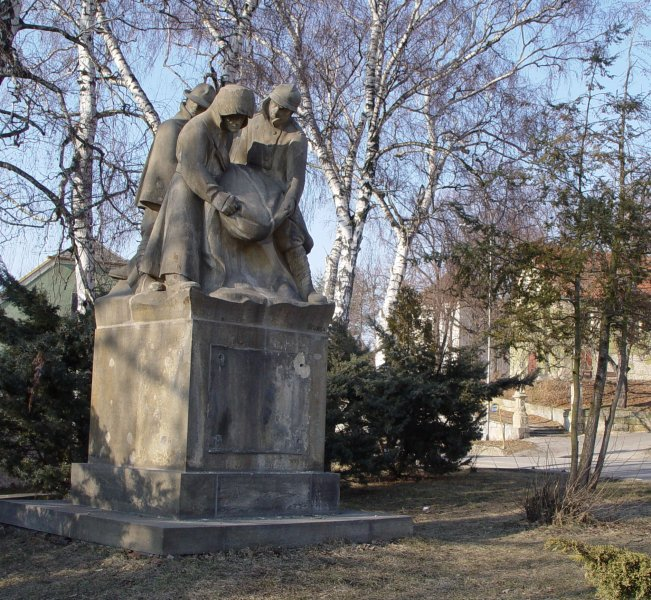
pomník padlým - sousoší Pohřeb v Karpatech od Jana Štursy
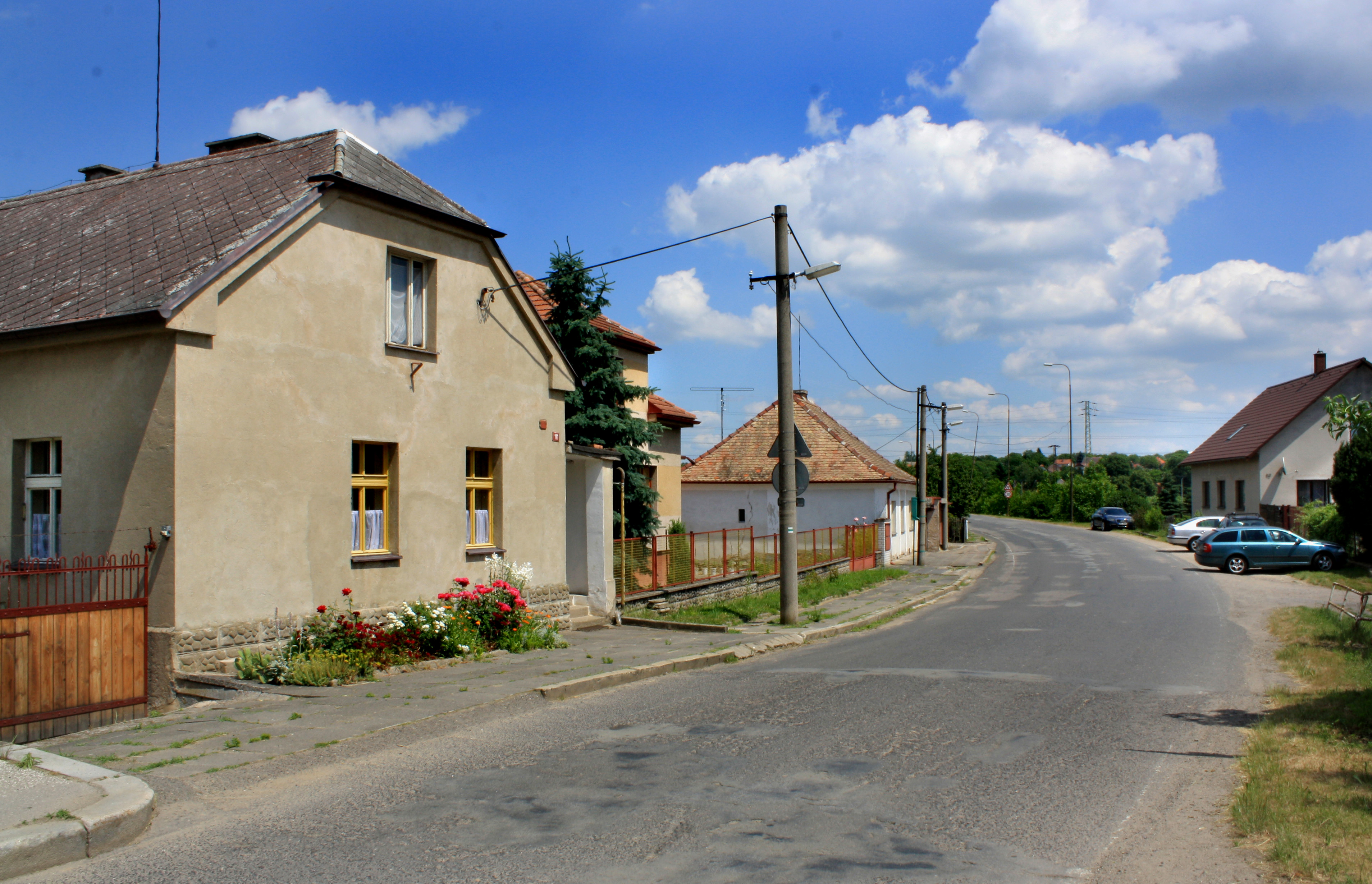
silnice II/610
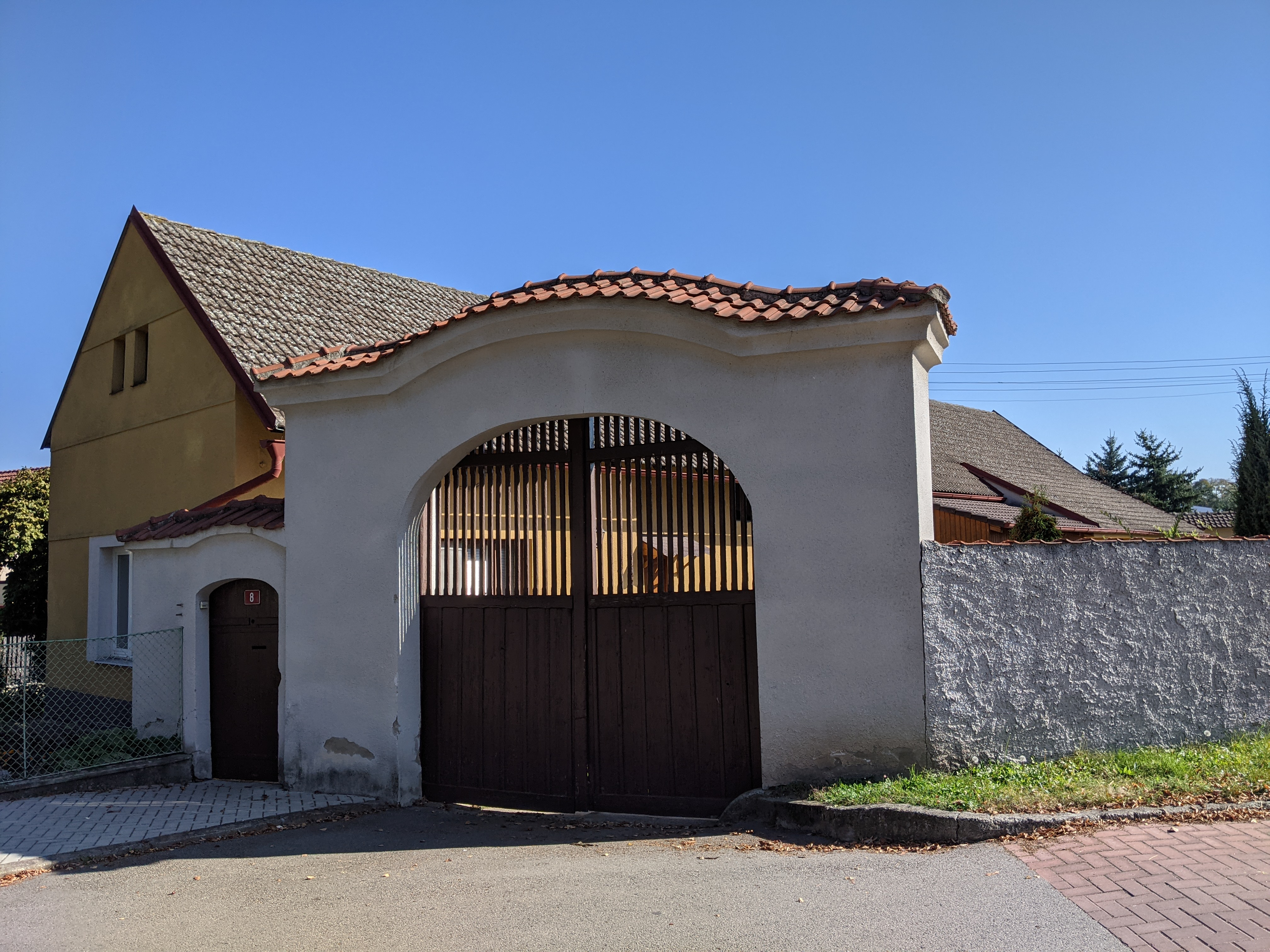
jeden z typických statků dolního Pojizeří
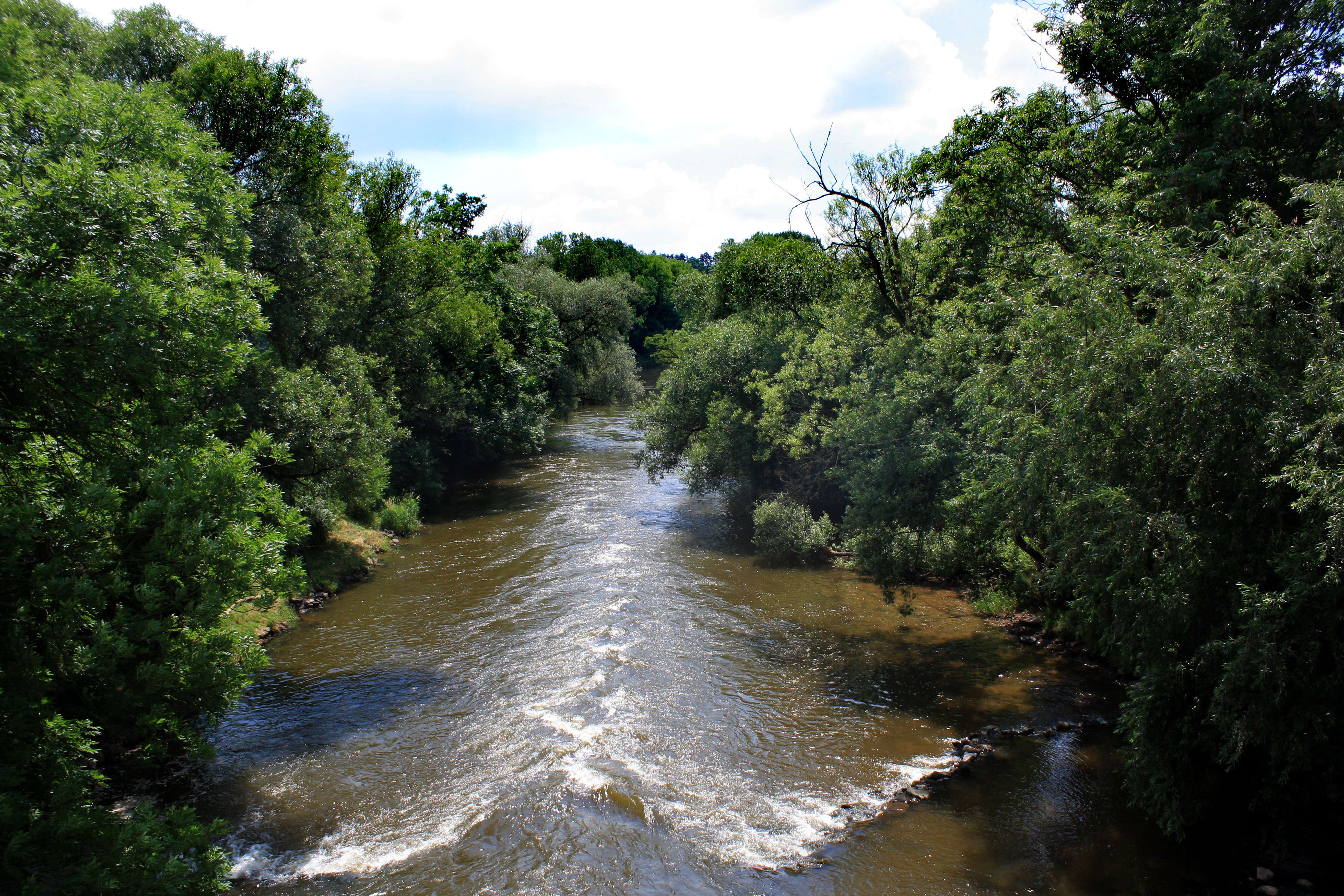
řeka Jizera mezi Předměřicemi a Tuřicemi